# Ja wam pokażę! (powieść)
Ja wam pokażę! – czwarta powieść Katarzyny Grocholi, wydana w 2004 nakładem Wydawnictwa Literackiego. Trzecia część cyklu Żaby i anioły.
W 2006 premierę miał film Ja wam pokażę w reżyserii Denisa Delica, będący ekranizacją powieści. W główną rolę wcieliła się Grażyna Wolszczak. Jesienią 2007 TVP1 wyemitowała serial obyczajowy na podstawie powieści. Główną rolę zagrała Edyta Jungowska.